# St.-Johannes-Erbstollen
Der St.-Johannes-Erbstollen ist ein ehemaliger Erbstollen in Witten in den Stadtteilen Hardenstein und Vormholz. Der Stollen befindet sich westlich des Muttentals. Der Stollen war auch unter den Namen Tiefer Johannis Stollen, St. Johannes Erbstolln, St. Johannis-Erbstollen, Johannis Erbstolln und Johannes Erbstolln bekannt. Sein unterer Teil verläuft im Tal eines namenlosen Baches, der vor Ort Deipenbecke (nds. für „tiefer Bach“) oder einfach Hardensteiner Bach genannt wird. Der St.-Johannes-Erbstollen war der wichtigste Stollen der Region und diente zur Wasserhaltung und zur Bewetterung der umliegenden Bergwerke, die Bergbau auf Steinkohle betrieben. Der Erbstollen gehörte zum Märkischen Bergamtsbezirk.

## Geschichte

### Die Anfänge
Im Jahr 1767 beabsichtigten einige Gewerken einen möglichst tiefen Stollen zu erstellen. Der Stollen sollte im Bereich Hardenstein angelegt werden. Unter der Leitung von Johann Peter Mahler wurde dieses dem Bergamt mitgeteilt. Am 6. November desselben Jahres wurde die Mutung eingelegt. Wenig später wurde der Stollen an dem von der Bergbehörde zugewiesenen Punkt angesetzt. Im darauf folgenden Jahr wurde der angesetzte Stollen wieder aufgegeben. Am 2. Dezember des Jahres 1773 und am 15. Juni des Jahres 1777 wurde eine neue Mutung eingelegt. Als Muter trat diesmal der Gutsbesitzer Johann Henrich Oberste Frielinghaus auf. Zur gleichen Zeit schlossen mehrere Bergwerke, darunter die Zechen Frielinghaus, Stralsund, Kurze Eggersbank und weitere, einen Vertrag zur Anlegung eines neuen tiefen Stollens. Noch im selben Jahr wurde der neue Stollen angesetzt. Das Stollenmundloch wurde an der Ruhr, westlich der Burgruine Hardenstein angelegt. Das Stollenmundloch lag bei einer Teufe von +77 m NN und war somit sieben Meter tiefer angelegt als der Bommerbänker Erbstollen. Gegenüber dem Frielinghaus Stollen erbrachte der St.-Johannes-Erbstollen einen Teufengewinn von zwölf Metern. Das Stollenmundloch wurde mit selbstschließenden Türen ausgerüstet, um den Stollen vor etwaigem Ruhrhochwasser zu schützen.

### Die Auffahrung in den ersten Jahren
Die Auffahrung des Stollens erfolgte querschlägig in Richtung Süden. Der Stollen wurde mit Schlägel und Eisen und zum Teil auch mit Sprengstoff, teilweise durch hartes Gestein, aufgefahren. Der Stollen wurde mit einer durchschnittlichen Höhe von zwei Metern erstellt. Das Bergematerial wurde mit Karren aus dem Stollen gefördert und über Tage in die Ruhr geschüttet. In der regenreichen Jahreszeit kam es aufgrund der selbstschließenden Türen zu Problemen. Bedingt dadurch musste die Auffahrung des Stollens oftmals gestundet werden. Am 26. September des Jahres 1780 erteilte das Bergamt die Konzession für den Stollen. Am 9. Dezember des Jahres 1783 erfolgte die Belehnung. Lehnsträger und Leiter des Grubenbetriebes wurde Johann Henrich Oberste Frielinghaus. Weitere Gewerken waren der Berggeschworene Crone, der Obergeschworene Wünnenberg, der Assessor Cappel, der Freiherr von Elversfeld, der Oberbergmeister J. P. Heinzmann, der Oberbergrat Wehling und der Oberbergrat Waitz Freiherr von Eschen. Am 29. Juni des Jahres 1784 wurde der Stollen durch den Leiter des märkischen Bergreviers, den Freiherrn vom Stein, befahren. Der St.-Johannes-Erbstollen war einer von 63 Bergwerksbetrieben, welche vom Stein auf seiner achtzehntägigen Reise durch das märkische Bergrevier befuhr. Zum Zeitpunkt der Befahrung war der Stollen bereits 40 Meter aufgefahren worden. Vom Stein machte in seinem Protokoll Angaben über den Zustand des Stollens und die Leistung der dort beschäftigten Bergleute. Er machte Angaben über die örtlichen geologischen Verhältnisse. Des Weiteren schlug Vom Stein vor, den Verlauf des Erbstollens zusammen mit den ihn umgebenden Bergwerken in ein Risswerk einzutragen, um so den Stollen besser ausrichten zu können.
Am 9. Dezember des Jahres 1785 wurde das Erbstollenrecht für den St.-Johannes-Erbstollen verliehen. Im selben Jahr zog sich Johann Henrich Oberste Frielinghaus als Gewerke zurück und verschenkte die Hälfte seiner Kuxe an seinen Schwiegersohn, den Kaufmann Peter Engelbert Berger. Im Mai des Jahres 1786 wurde der Stollen erneut durch den Leiter des märkischen Bergreviers Freiherr vom Stein befahren. Vom Stein wurde begleitet vom Reviergeschworenen Crone. Der Stollen war zu diesem Zeitpunkt bereits 75 Meter weit aufgefahren. Das Flöz Morgenstern war angefahren worden und einige Meter in östlicher Richtung untersucht worden. Im Jahr 1788 wurden mehrere Grenzsteine gesetzt. Am 19. Dezember desselben Jahres wurde die Genehmigung zum Ansetzen eines Erbstollens erteilt. Die Leitung des Erbstollens hatte mittlerweile Peter Engelbert Berger übernommen. Am 9. Dezember des Jahres 1789 wurde das Längenfeld St. Johannes Erbstollen Nr. 1 verliehen. Im Jahr 1792 erreichte der Erbstollen bei einer Auffahrungslänge von 355 Metern das Flöz der Gewerkschaft Kurze Eggersbank. Am 11. Januar des Jahres 1794 wurde das Längenfeld St. Johannes Nr. 2 und am 28. Juli desselben Jahres das Längenfeld St. Johannes Nr. 3 verliehen. Noch im selben Jahr erreichte der Stollen das Flöz Mausegatt. In diesem Flöz betrieb die Gewerkschaft Frielinghaus ihr Bergwerk. Im Flöz wurde durch die Erbstöllner Abbau betrieben. Im Jahr 1796 wurde der Erbstollen weiter in südlicher Richtung aufgefahren. Im Jahr 1800 war der Erbstollen in Betrieb. Ab dem Jahr 1804 wurde die Auffahrung des Erbstollens verstärkt. Bereits im Sommer desselben Jahres erreichte der Stollen bei einer Auffahrungslänge von 543 Metern das nächste Flöz. Außerdem wurde in diesem Jahr die Berechtsame vermessen. Aufgrund der Auffahrungslänge von über 500 Metern kam es im Stollen verstärkt zu Problemen mit der Bewetterung. Durch den geringen Wetterzug zogen bei Sprengungen die Sprengschwaden kaum noch ab. Aus diesem Grund wurde noch im selben Jahr mit den Teufarbeiten für den Schacht Alexander begonnen. Der Schacht war zunächst als Lichtloch geplant, wurde aber dann zum Schacht ausgebaut. Der Schacht Alexander wurde an der Berghauser Straße angesetzt und bis zur Erbstollensohle des St.-Johannes-Erbstollens abgeteuft. Er wurde tonnlägig geteuft und erreichte eine flache Teufe von 44 Lachtern. Nachdem der Schacht abgeteuft war, konnten die Abwetter besser aus dem Erbstollen abgeführt werden.

### Die weitere Auffahrung
Am 20. Mai des Jahres 1805 wurden die Längenfelder St. Johannes Nr. 1 und St. Johannes Nr. 4 verliehen. Im Jahr 1807 wurden während der Auffahrung des Stollens Schienen für Grubenhunte angelegt, die das geförderte Material bis an das unterhalb der Burgruine Hardenstein gelegene Stollenmundloch an der Ruhr beförderten. Im Jahr 1810 wurde der Stollen weiter in südlicher Richtung aufgefahren. Noch im selben Jahr erreichte der Stollen die Flöze Ankunft und Anclam. Im Jahr 1811 wurde im Flöz Mausegatt abgebaut. Die abgebauten Kohlen wurden zu einer Kohlenniederlage an der Ruhr transportiert. Diese Kohlenniederlage befand sich in einer Entfernung von 30 Lachtern vom Stollenmundloch. Im selben Jahr erreichte der Erbstollen das Feld Neuglück & Stettin. Im Flöz Stettin wurde noch im Jahr 1811 begonnen, den Schacht Wilhelm tonnlägig abzuteufen. Im Jahr 1813 wurde Carl Friedrich Gethmann neuer Lehnträger und Deputierter der Gewerkschaft. Im Jahr 1815 war der Schacht Wilhelm in Betrieb. Der Schacht diente der Bewetterung des Erbstollens. Im selben Jahr wurde der Stollen weiter aufgefahren. Am 26. Juni des Jahres 1819 erfolgte der teilweise Zusammenschluss der Gewerkschaft des St.-Johannes-Erbstollens mit der Gewerkschaft Frielinghaus zur Gewerkschaft St. Johannes-Erbstollen & Frielinghaus Flügelort. Zweck dieses Zusammenschlusses war die Auffahrung eines Flügelortes bis zum Erbstollen. Im Jahr 1820 wurde der Stollen weiter aufgefahren, Schacht Wilhelm war weiterhin in Betrieb. Im Jahr 1822 erreichte der Erbstollen das Flöz Josephine. Um die Bewetterung zu verbessern, wurde der Schacht Siegfried tonnlägig abgeteuft. Der Schacht wurde auf der Höhe südlich der Wirtschaft Zur alten Tür angesetzt. Um die durch die Auffahrung des Stollens entstehenden Kosten auszugleichen, wurde den Gewerken gestattet, im oberen Flöz Kohlen abzubauen. Die Kohlen wurden über den Schacht Siegfried gefördert und über Tage von Fuhrleuten in den südlichen Landesteil abtransportiert. Im Jahr 1824 erreichte der Stollen eine Auffahrungslänge von über einem Kilometer. Zusammen mit den Flügelörtern waren mittlerweile Grubenbaue mit einer Gesamtlänge von drei Kilometern aufgefahren worden.
Im Jahr 1825 war der Schacht Siegfried in Betrieb, der Stollen wurde weiter aufgefahren. Im Jahr 1826 wurde der Förderbetrieb an Schacht Siegfried auf Anweisung des Bergamtes eingestellt. Grund hierfür war ein Beschwerdeschreiben der Bürger der Umgebung. Im selben Jahr erreichte der Erbstollen die Bommerbänker Mulde. Die weitere Auffahrung wurde eingestellt. Mit dem Stollen wurde nun die Zeche Fortuna gelöst. Der Stollen hatte in diesem ersten Endstadium eine Auffahrungslänge von 1203 Metern. Am 20. Dezember desselben Jahres wurden die Längenfelder Flöz Beatitudo und Flöz Josephine verliehen. Da der Schacht Siegfried nicht mehr durchgängig für den Erbstollen genutzt werden konnte, war das Anlegen eines neuen Schachtes erforderlich geworden. Am 3. Februar des Jahres 1827 einigten sich die an den Verhandlungen Beteiligten, den Schacht Aurora abzuteufen. Noch im selben Jahr wurde die weitere Auffahrung des Stollens durch das Bergamt gestundet. Außerdem wurde in diesem Jahr mit den Teufarbeiten für den Schacht Aurora begonnen. Der Schacht Aurora wurde an der heutigen Rauendahler Straße 300 Meter östlich von der Einmündung zur heutigen Berghauser Straße angesetzt. Im Jahr 1830 ging der Schacht Aurora in Förderung. Im darauffolgenden Jahr wurden im Stollen die Auffahrungsarbeiten wieder aufgenommen. Der Stollen wurde im Flöz Beatitudo in westlicher Richtung weiter aufgefahren. Am 25. März des Jahres 1832 kam es mit der Zeche Frielinghaus zur teilweisen Vereinigung unter dem Namen St. Johannes Erbstollen & Frielinghaus Tiefbau. Zweck dieser Vereinigung war der Tiefbau in Form eines Gemeinschaftsbetriebes. Im Jahr 1834 wurde der Schacht Orion in Betrieb genommen. Im Jahr 1835 wurden die Zechen Frielinghaus, Louisenglück, Österbank, Neuglück und Stettin, Vereinigte Ankunft & Anclam, Fortuna ins Osten, Fortuna ins Westen, und Morgenstern ins Osten durch den Erbstollen, teilweise direkt und teilweise über Flügelörter, gelöst. Im Jahr 1836 wurde mit einem eigenen Tiefbau begonnen. Im Jahr 1838 wurde im Feld Streitiges Feld Abbau betrieben. Es wurde eine Pferdebahn zur Ruhr betrieben, diese Bahn hatte eine Länge von 560 Lachtern. Im Jahr 1840 war der Schacht Orion in Förderung. Das Längenfeld St. Johannes Erbstollen Nr. 0 wurde zur Zeche Vereinigte Friede konsolidiert. Im Sommer desselben Jahres wurde ein Durchschlag zu einer alten Sohle der Zeche St. Georg erstellt.

### Die weiteren Jahre
Im Jahr 1842 wurde die Stundung der Stollenauffahrung wieder aufgehoben. Bereits im Januar desselben Jahres wurde auch das Grubenfeld der Zeche Gideon gelöst. Außerdem überlegten die Gewerken zusammen mit dem zuständigen Bergbeamten, ob der Erbstollen von Fortuna aus weiter durch die Bommerbänker Mulde in südlicher Richtung aufgefahren werden sollte. Durch diese Maßnahme hätten, der Berechnung zufolge, die Stollen auf dem Südflügel der Bommerbänker Mulde einen Teufengewinn von 15 Metern erhalten. Der Erbstollen wurde noch im selben Jahr weiter bis ins Bergrevier Sprockhövel aufgefahren. Dabei wurde dann auch das Grubenfeld Belle Alliance gelöst. Am 11. August des Jahres 1843 wurde das Längenfeld St. Johannes Erbstollen Nr. 4 verliehen. In den Folgejahren wurde der Erbstollen weiter aufgefahren. Im Jahr 1847 wurde bei einer Auffahrungslänge von 1588 Metern der seigere Schacht Juno der Zeche Fortuna ins Osten erreicht. Der Stollen hatte mittlerweile eine Auffahrungslänge von 1621 Metern. Im selben Jahr wurde ein Feldesteil unterhalb der Erbstollensohle abgegeben, damit dieser Feldesteil unterhalb der Erbstollensohle zur Zeche Vereinigte Hardenstein konsolidieren konnte. Im Jahr darauf traf der Stollen bei einer Auffahrungslänge von 1630 Metern auf das Hauptflöz der Zeche Cronenbank. Es wurde im Flöz ein Überhauen erstellt, mit dem man nach 11,5 Metern mit dem Bommerbänker Erbstollen durchschlägig wurde. Der Erbstollen lag nur noch sieben Meter seiger unterhalb der Stollen auf dem Südflügel der Bommerbänker Mulde, der berechnete Teufengewinn von 15 Metern war nicht erreicht worden. Die Erbstollenrechte blieben weiterhin beim Bommerbänker Erbstollen. Im Jahr 1852 wurde zusammen mit der Zeche Frielinghaus der Maschinenschacht Aurora der Zeche Fortuna genutzt. Im Jahr 1853 wurde das Feld der Zeche Neubommerbank gelöst. Am 29. Mai des Jahres 1854 wurde das Feld St. Johannes Erbstollen No. 4 verliehen, das noch im selben Jahr unterhalb der Erbstollensohle zur Zeche Herberholz konsolidierte. Außerdem wurden in diesem Jahr das Längenfeld St. Johannes Erbstollen Nr. 5 und die beiden Erzfelder Diana und Juno verliehen. Noch im selben Jahr wurde der tonnlägige Schacht Heinrich der Zeche St. Anna & Sybilla über ein Flügelort mit dem Erbstollen verbunden.
Im Jahr 1855 nahm man einen Schienenweg zur Kohlenniederlage an der Ruhr in Betrieb, dieser Schienenweg hatte eine Länge von 530 Lachtern. Zu diesem Zeitpunkt gehörte der Erbstollen zum Geschworenenrevier Hardenstein. Im selben Jahr begann man mit der Ableitung der Grubenwässer der Zechen Juno, Jupiter, Kurzes Ende, Rastadt, Oberste Frielinghaus, Sybilla, Gideon, St. Georg und Vereinigte Kassian. Außerdem erfolgte über den Erbstollen die Kohlenförderung dieser Zechen. Da der Bommerbänker Erbstollen im Laufe der Jahre an mehreren Stellen einbrach und er seine Aufgaben nicht wahrnehmen konnte, kam es des Öfteren zu Streitigkeiten zwischen den Gewerken des St. Johannes-Erbstollens und den Gewerken des Bommerbänker Erbstollens. Am 19. Februar des Jahres 1859 wurde das Längenfeld St. Johannes Erbstollen Nr. 5 ins Westen verliehen. Im Jahr 1860 versuchten die Gewerken des St. Johannes-Erbstollens mit den Gewerken des Bommerbänker Erbstollens, ihre Streitigkeiten durch einen Vertrag zu beenden. In diesem Jahr wurde der Betrieb im Flöz No. 4 gestundet, Grund war die schlechte Beschaffenheit der Kohlen. Die Aus- und Vorrichtungsarbeiten in den Flözen No. 5 und No. 6 wurden in diesem Jahr weiter fortgeführt. Am 20. Mai des Jahres 1862 kam es unterhalb der Erbstollensohle zur Konsolidation zu Vereinigte Bommerbänker Tiefbau. Im Jahr 1863 wurde der Endpunkt über ein Flügelort in der Berechtsame von Glücksstern erreicht. Der Stollen hatte einschließlich des Glückssternflügelortes eine Auffahrungslänge von 1505 Lachtern. Die Länge des Erbstollens betrug zu diesem Zeitpunkt 1703 Meter. Der Erbstollen gehörte nun zum Bergrevier Sprockhövel. Zu diesem Zeitpunkt hatte der Erbstollen nur noch eine geringe Bedeutung für die Wasserlösung. Nachdem der Endpunkt des Erbstollens erreicht worden war, wurde noch im selben Jahr die weitere Auffahrung des Stollens eingestellt. Im Jahr 1864 übernahm Grubendirektor Köllermann die Leitung der Gewerkschaft St. Johannes Erbstollen.

### Die letzten Jahre
Im Jahr 1870 wurde im Erbstollen die Kohlenförderung eingestellt. Am 21. April desselben Jahres wurde der Erbstollen bei einer Auffahrungslänge von 1560 Lachtern ab Stollenmundloch verstuft. Der gesamte Stollen hatte zu diesem Zeitpunkt, inklusive aller Flügelorte und Aufhauen, eine Länge von 8000 Metern. In den nachfolgenden Jahren wurden im Stollen nur noch Erhaltungsarbeiten durchgeführt. Im Jahr 1874 wurde im Bereich des Stollenmundlochs ein Bahndamm aufgeschüttet, dadurch wurde das Kohlenlager am Stollen vom Bahndamm überdeckt. Bedingt durch den Bahndamm, der für die Ruhrtalbahn erstellt wurde, musste der Stollen mehrere Meter verlängert werden und sein Mundloch direkt am Ufer der Ruhr erstellt werden. Im Jahr 1881 war der Erbstollen außer Betrieb. Im selben Jahr brach im Feld Glücksstern ein Kohlenpfeiler der Zeche Vereinigte Bommerbänker Tiefbau ein. Dadurch ging der Stollen teilweise zu Bruch und das Grubenwasser der Zeche Glücksstern konnte nicht mehr über den St. Johannes-Erbstollen abgeleitet werden. Im Jahr 1884 wurden durch die Zeche Vereinigte Bommerbänker Tiefbau im Erbstollen Reparaturarbeiten durchgeführt. Im Jahr 1887 wurden die Reparaturarbeiten eingestellt. Der St. Johannes-Erbstollen wurde nun stillgelegt. Im Laufe der Jahre verfiel der Erbstollen immer mehr, sodass er nicht mehr befahren werden konnte.
Im Jahr 1894 wurde der St. Johannes-Erbstollen nicht mehr in den Unterlagen genannt. Durch den Erwerb der Zeche Vereinigte Hermann im Jahr 1913 erwarb Carl Deilmann aus Dortmund auch den Erbstollen. Die Erbstollenrechte waren jedoch erloschen. Im Oktober des Jahres 1918 wurde eine Betriebsgemeinschaft mit den Zechen Frielinghaus, Vereinigte Gutglück & Wrangel und Vereinigte Hermann gebildet, es fand jedoch kein Betrieb im Erbstollen statt. Am 25. Februar des Jahres 1925 wurde ein Vertrag mit der Zeche Vereinigte Hermann über den Abbau von noch anstehenden Restpfeilern geschlossen. Nach dem Ende des Zweiten Weltkriegs dienten Teile des Stollens nochmals zur Wasserlösung einiger Kleinzechen, die hier Nachlesebergbau betrieben. Da der Erbstollen bereits teilweise verbrochen war, erfolgte die Ableitung der Grubenwässer sehr schlecht. Nachdem im Jahr 1965 das letzte angeschlossene Bergwerk, die Zeche Christa II, stillgelegt wurde, war der Erbstollen nicht mehr erforderlich. Noch im selben Jahr wurde der St. Johannes-Erbstollen endgültig stillgelegt.

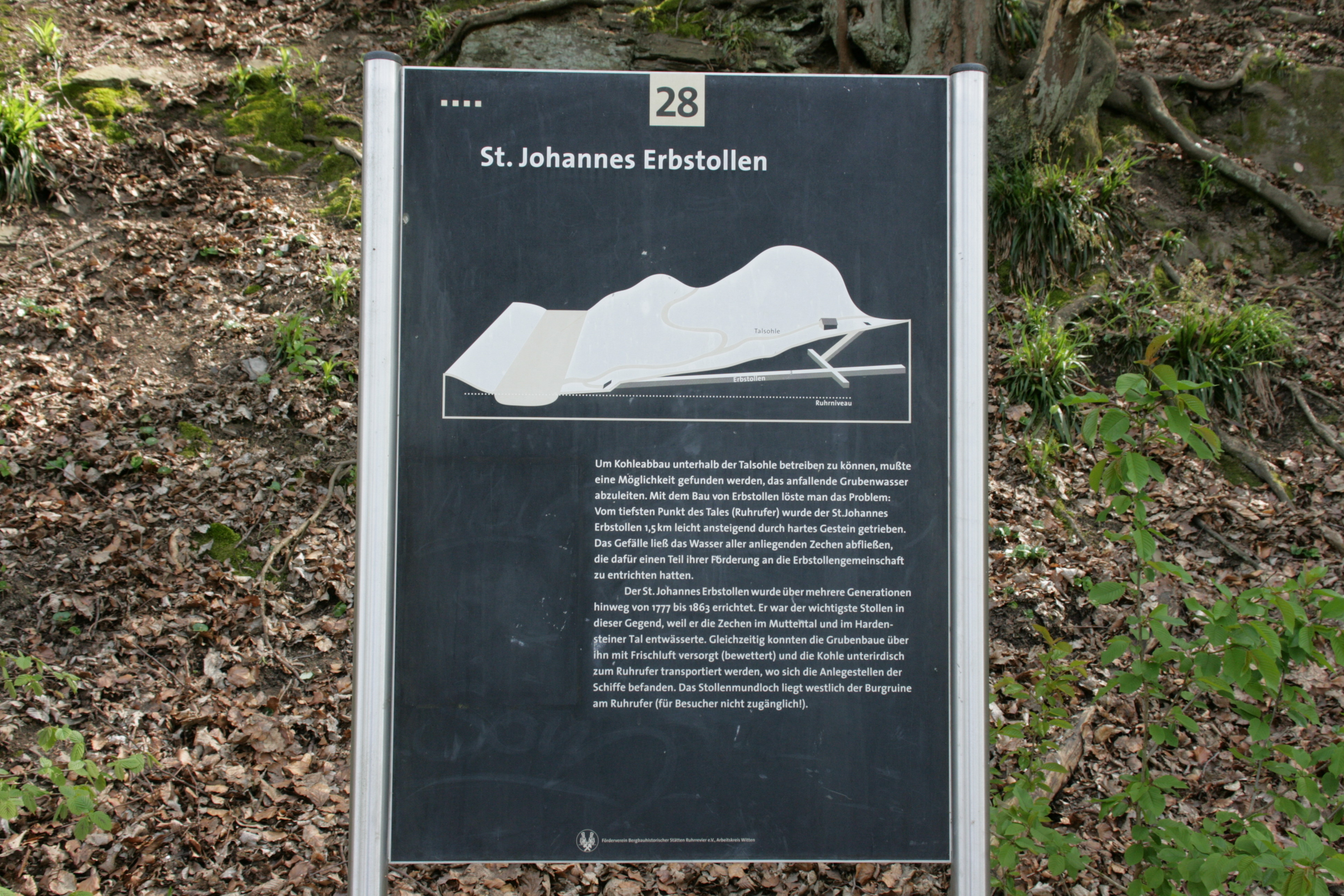
Informationstafel für den Erbstollen

## Heutiger Zustand
Der St. Johannes-Erbstollen ist seitdem verfallen und heute aufgrund von Verbrüchen nicht mehr befahrbar. Nach wie vor aber entwässert über ihn das Bergbaurevier um die Burgruine Hardenstein. Das mit einem Gitter verschlossene Mundloch des Stollens befindet sich direkt unterhalb des Haltepunkts „Ruine Hardenstein“ der Ruhrtalbahn. Das Grubenwasser ist eisenhaltig und das Gewässerbett durch infolge von Oxidation ausgefälltem Eisen(III)-oxidhydrat („Eisenocker“) orangebraun gefärbt. Eine Informationstafel des Bergbauwanderwegs Muttental weist auf den Standort hin. Seit 2007 ist der Stollen ein Baudenkmal.